# خاینته
خاینته (به لهستانی:  Chajęty) یک روستا در لهستان است که در گمینا دانبرووکا واقع شده‌است.